# Transplantation juridique
Ne doit pas être confondu avec greffier.
La transplantation juridique (ou greffe juridique) est le fait de recopier une loi ou une institution étrangère au sein d'un autre ordre juridique.